# Chirundu (Zambia)
Chirundu es una localidad de Zambia, ubicada sobre el río Zambeze, y fronteriza con Zimbabue; es una importante etapa sobre la Gran Carretera del Norte (Zambia): puesto fronterizo, la ciudad tiene bastante actividad de carretera, acompañada de varios tráficos legales e ilegales. Tiene dos de los cinco grandes puentes que sobrepasan el Zambeze. La ciudad situada al frente, en Zimbabue, lleva el mismo nombre.
El bosque petrificado de Chirundu, a 21 km al oeste, es una zona donde se encuentra árboles fosilizados que datan de 150 millones de años; está al sur de la carretera Chirundu-Lusaka, cerca del ramal hacia Kariba. Está inscrita en la lista de los monumentos y sitios históricos de Zambia y, desde 2009, sobre la lista orientativa del patrimonio mundial de la UNESCO.